# Geometra papilionaria
Geometra papilionaria là một loài bướm đêm trong họ Geometridae.

## Hình ảnh

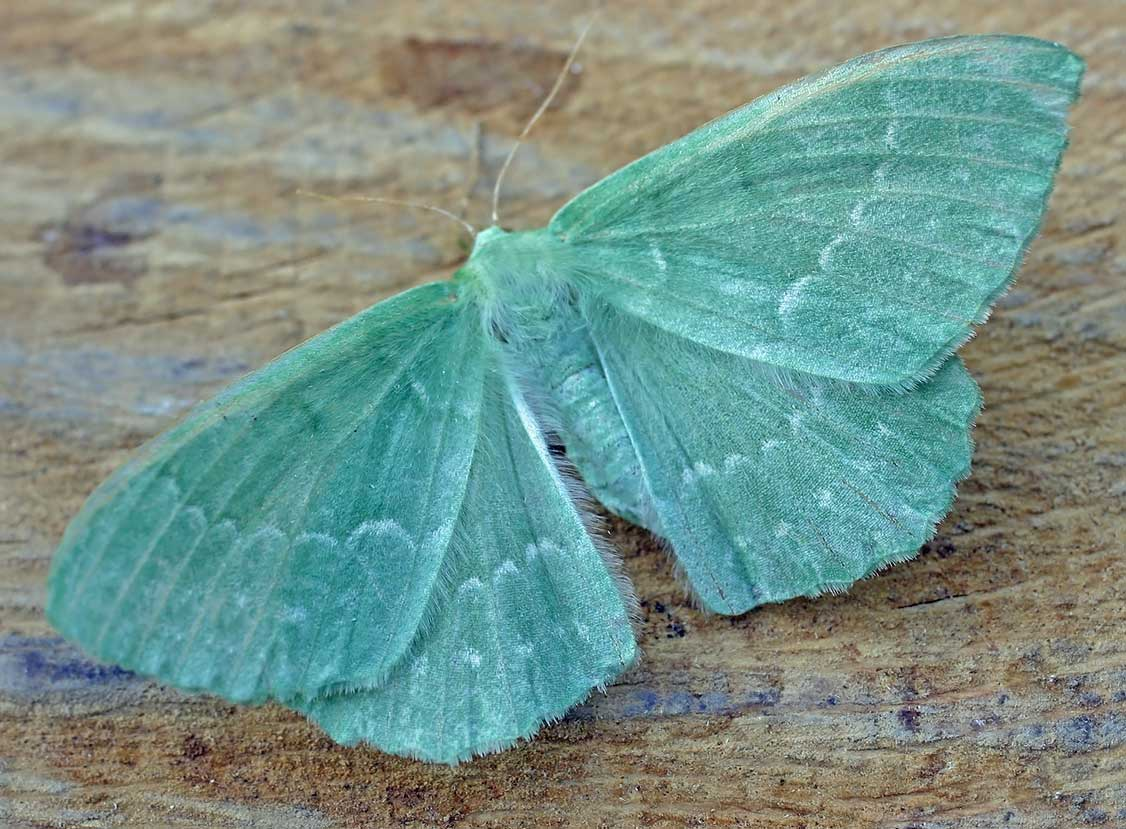
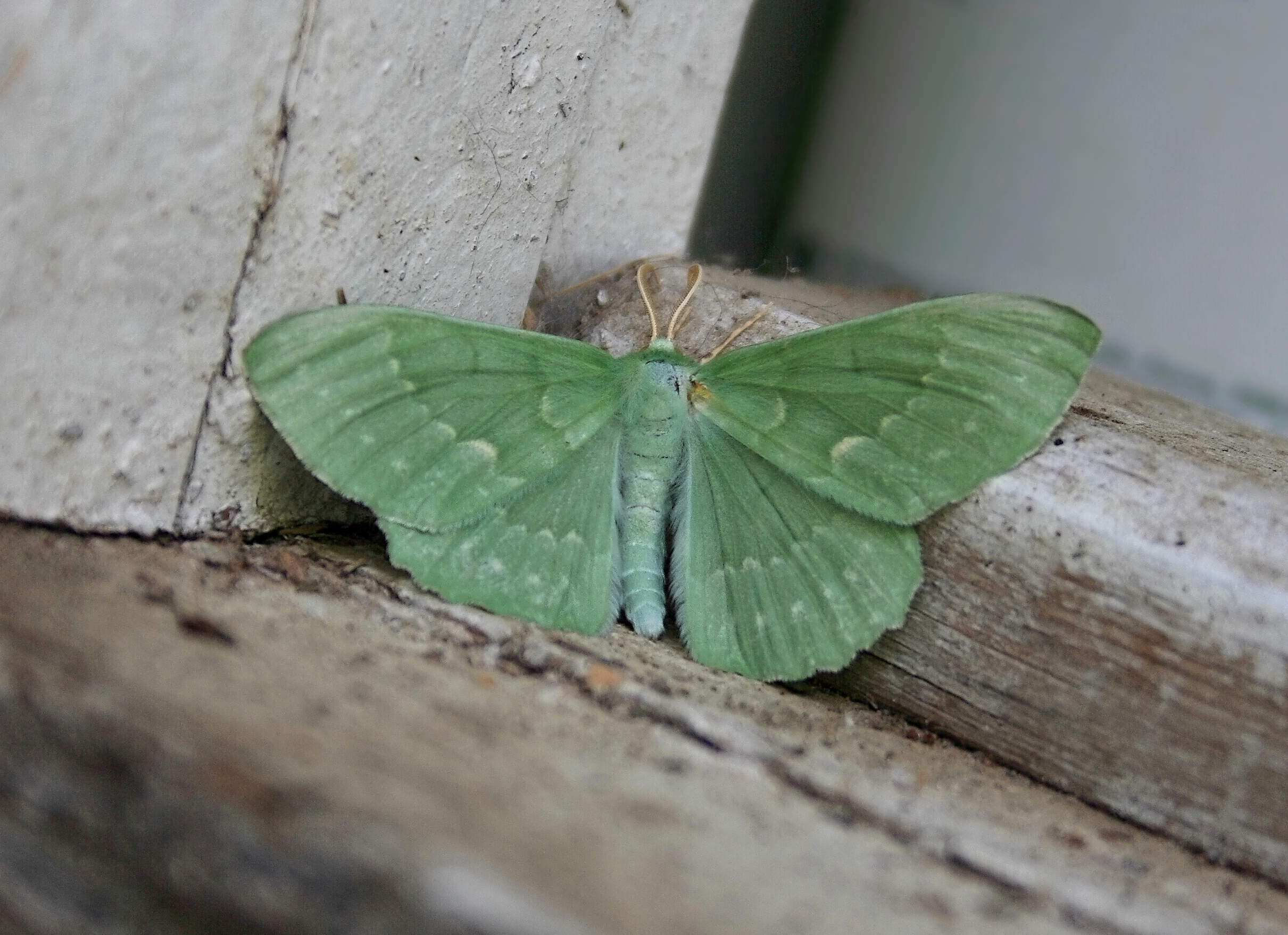
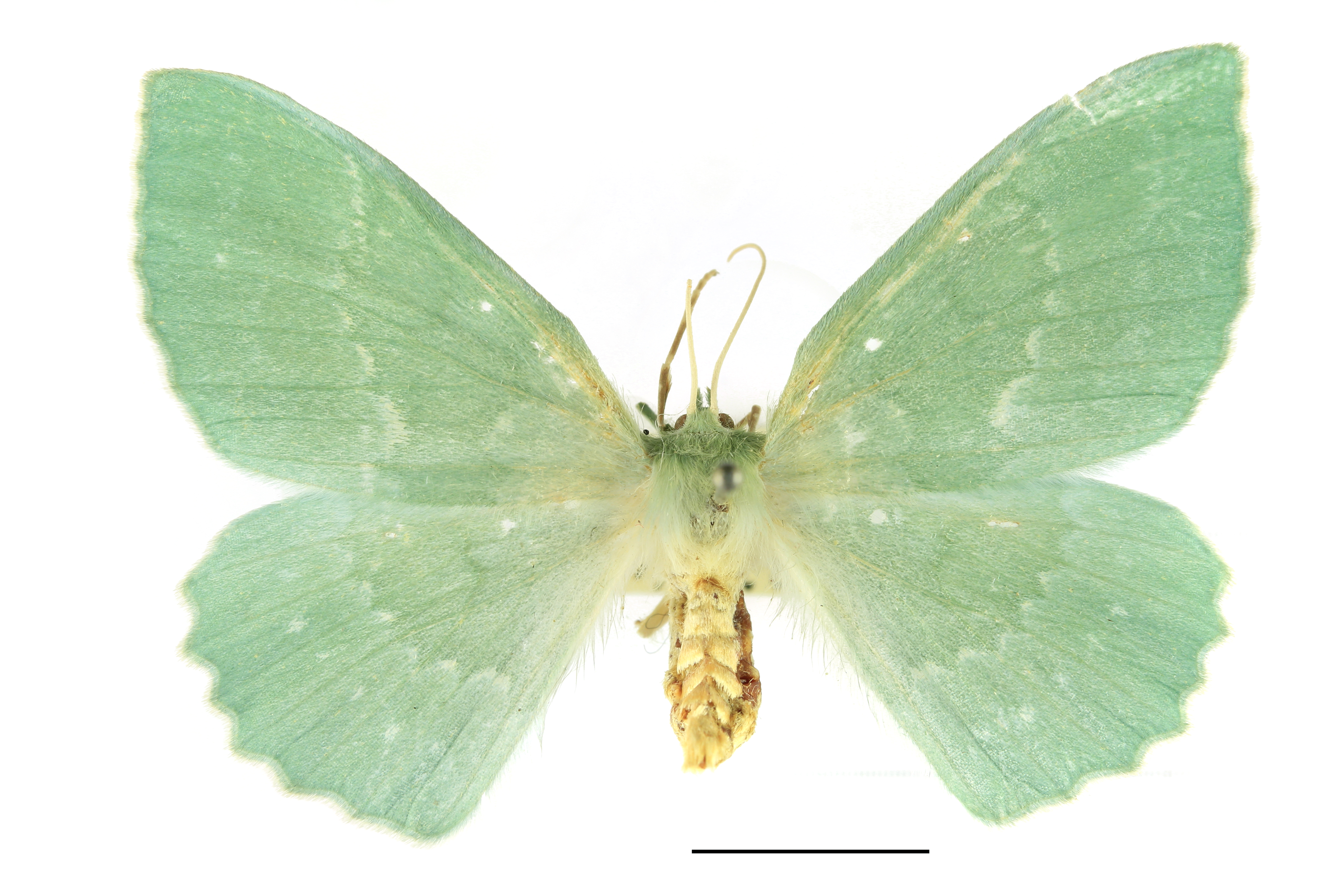